# Stenobothrus fischeri
Stenobothrus fischeri је врста инсекта из реда правокрилаца (Ortopthera) и породице Acrididae. 

## Опис
Боја тела ове врсте је променљива. Основна боја је најчешће светло зелена, која је углавном ограничена на предњи део тела. Антене су беле до браон боје, а код мужјака су на крају благо савијене према споља. Доња половина главе и пронотум обојени су беличастом или светло сивом бојом. Стомак ове врсте је интензивно наранџасто-црвене боје. Мужјаци су интензивиније обојени. Дужина тела код мужјака износи 15 до 18 мм, а код женки 20 до 26 мм. 

## Распрострањеност
Врста је распрострањена у јужној Европи, од централне и северне Шпаније, јужне Француске, Италије и већег дела Балкана до Грчке. На истоку се шири од централне Азије до Монголије. У средњој Европи у Карпатском басену. У Србији је локално распростањена на високим планинама и степским стаништима.  

## Биологија
Адулти се могу посматрати од средине маја до септембра. Насељава степе, суве ливаде и камените падине високих планина. Станишта су му изузетно сува и добро изложена сунчевој светлости.  

## Статус заштите
Према IUCN врста је сврстана у категорију LC - таксон за који постоји мали ризик од изумирања. 